# Anton Scharff
Anton Scharff, född 1845 i Wien, död 1903, var en österrikisk medaljgravör.